# TsimTsoûm

TsimTsoûm est une revue littéraire fondée par Bruno Deniel-Laurent en 2005, à la suite de l'auto-dissolution de la revue Cancer!. 

## Naissance et vie de la revue
TsimTsoûm a ceci de singulier qu'elle s'est d'emblée présentée comme un "potlatch littéraire", et elle n'a donc livré qu'un numéro unique. TsimTsoûm s'est aussi conçue comme une "mutation" de la revue Cancer! auto-dissoute en 2004. 
Dans un entretien publié par Joseph Vebret dans La Presse Littéraire en février 2006, Bruno Deniel-Laurent décrit TsimTsoûm comme "une revue littéraire illustrée, sans oripeaux journalistiques ou militants, évitant au maximum l’ornière culturelle." L'écrivain Jean-Jacques Nuel y verra "l'évènement revuistique de l'année". L'écrivain et polémiste Laurent James, dans un texte publié sur le site du mouvement Parousia, expliquait ainsi sa conception de la revue TsimTsoûm : 
« Rémission est le terme médical désignant l'éradication d'un cancer. C'est en se rétractant que la revue Cancer ! se débarrassa de ses maladies dévoratrices. Mais on n'est plus soi-même lorsqu'on n'est plus malade. Le tsimtsoûm est un terme kabbalistique qui décrit la création de l'Univers par le retrait de Dieu. Mais, plus encore que l'histoire des origines de la matière et du temps, c'est la transmutation de Dieu dont il est question : de singularité quantique initiale, Il se mua en permanence dynamique du Vide. Et c'est bien cela qui est important : « Il faut arriver à faire naître peu à peu en soi un état d'innocence qui soit la pureté du vide. Sans jamais s'arrêter.» (Roger Gilbert-Lecomte, La force des renoncements). Désormais, la bannière des Idiots s'appellera TsimTsoûm. »
Signe de l'importance accordée aux questions religieuses, le numéro un de TsimTsoûm s'ouvre sur un long entretien avec Soheib Bencheikh, alors mufti de Marseille, aujourd'hui directeur de l’Institut supérieur des sciences islamiques. 
Sont également publiés des textes d'écrivains confirmés : Pierre Jourde, Sarah Vajda, Guy Dupré, Alina Reyes... Un texte du poète Arthur Cravan, initialement paru dans le quatrième numéro de Maintenant (mars-avril 1914), est re-publié, introduit par Laurent James. Dominique Zardi, acteur fétiche de Claude Chabrol et Jean-Pierre Mocky, livre aussi un texte à la revue, tout comme l'artiste performer Jean-Louis Costes. 
Les textes sont accompagnés par des illustrations originales, notamment des dessins de l'artiste Marjolaine Siriex ou du peintre Laurent Pellecuer.